# Guido Calabresi
Guido Calabresi (* 18. Oktober 1932 in Mailand) ist ein US-amerikanischer Rechtswissenschaftler, Richter und Autor.

## Leben
Die Eltern von Calabresi waren der italienische Arzt Massimo Calabresi und Bianca Maria Finzi-Contini Calabresi, die wegen des Faschismus in Italien in die Vereinigten Staaten geflohen waren und 1948 die US-Staatsbürgerschaft annahmen.
Calabresi studierte nach seiner Schulzeit Rechtswissenschaften, Politik und Wirtschaftswissenschaften in den Vereinigten Staaten. Er studierte an der Yale University. Seit 1959 unterrichtet er als Hochschullehrer an der Yale Law School. 1972 wurde er in die American Academy of Arts and Sciences gewählt. Von 1985 bis 1994 war er Dekan der Yale Law School. Am 9. Februar 1994 wurde Calabresi durch Präsident Bill Clinton zum Nachfolger von Thomas Joseph Meskill als Richter am Bundesberufungsgericht für den zweiten Gerichtskreis ernannt. Er ist auswärtiges Mitglied der Königlich Schwedischen Akademie der Wissenschaften und Mitglied der American Philosophical Society sowie seit 1980 korrespondierendes Mitglied der British Academy.
Calabresi heiratete die US-Amerikanerin Anne Gordon Audubon Tyler. Die Familie hat drei Kinder und wohnt in Woodbridge, Connecticut.

## Werke (Auswahl)
- 1961: Some Thoughts on Risk Distribution and the Law of Torts, Yale Law Journal
- 1970: The Cost of Accidents: A Legal and Economic Analysis, Yale University Press
- 1972:  Property Rules, Liability Rules and Inalienability: One View of the Cathedral, (gemeinschaftlich mit Douglas Melamed), Harvard Law Review
- 1978: mit Philip Bobbitt: Tragic Choices. Norton, New York City, USA, ISBN 0-39305649X.